# Mycotaxon
„Mycotaxon” – recenzowane czasopismo naukowe poświęcone mykologii, w którym publikowane są artykuły w zakresie taksonomii i nazewnictwa grzybów, w tym także porostów. Założyli go Grégoire Laurent  Hennebert i Richard Paul Korf w 1974 r.. Byli sfrustrowani tym, że w istniejących czasopismach mykologicznych, jak np. „Mycologia”, mijał rok między czasem przesłania artykułu, a jego publikacją w czasopiśmie. Korf i Hennebert wprowadzili szereg innowacji, dzięki którym ich czasopismo jest szybsze i bardziej dostępne niż inne czasopisma mykologiczne. Zamiast składania czasopisma w linotypie, który był wówczas standardem branżowym. „Mycotaxon” zastosował litografię z offsetem fotograficznym, co przyspieszyło publikację. Poza tym „Mycotaxon” jest kwartalnikiem, a więc pojawia się co trzy miesiące, a nie raz lub dwa razy do roku, jak inne naukowe czasopisma mykologiczne. Początkowo nie pobierał od autorów opłat za publikację artykułów.
„Mycotaxon” przyjmuje artykuły do publikacji pod warunkiem, że są solidne naukowo i sformatowane zgodnie z wytycznymi czasopisma. Akceptuje artykuły o dowolnej długości. Opłata za publikację wynosi 20 USD. Przechowuje na stronach „Mycotaxon” również pliki pdf ze szczegółowymi listami ekologicznymi lub dystrybucyjnymi za opłatą 40 USD.